# Don Fedderson
Don Fedderson (* 16. April 1913 in South Dakota als Donald Joy Fedderson; † 18. Dezember 1994 in Los Angeles, Kalifornien) war ein US-amerikanischer Fernsehproduzent. Fedderson und seine Produktionsgesellschaft zeichneten für mehr als 15 erfolgreiche Fernsehserien verantwortlich.

## Karriere
Der Produzent Don Fedderson war Gründer der Produktionsfirma Don Fedderson Productions. Anfang der 1950er Jahre gründete er zusammen mit dem Autor George Tibbles sowie der Schauspielerin Betty White eine weitere Produktionsgesellschaft. Mit Bandy Productions wurde die Serie Life with Elizabeth produziert, die ab 1951 zunächst im lokalen Fernsehen und von 1953 bis 1955 landesweit ausgestrahlt wurde.
Ab 1960 wurde die Serie My Three Sons mit Kenneth Washington, William Demarest, Beverly Garland und Tim Matheson von Fedderson produziert. Die Serie war bis 1972 im amerikanischen Fernsehen auf den Sendern ABC und CBS zu sehen.
Neben seiner Arbeit als Produzent war Don Fedderson auch als Autor einiger Drehbücher tätig. So entwickelte er unter anderem das Konzept der Serie Lieber Onkel Bill, die von 1966 bis 1971 erfolgreich in den USA und ab 1968 auch in Deutschland ausgestrahlt wurde.
Bei der Adresse 1635 Vine Street wurde Don Fedderson's Arbeit für das Fernsehen mit einem Stern auf dem Hollywood Walk of Fame gedacht.

## Leben
Don Fedderson war zuletzt mit Yvonne Fedderson verheiratet, die nach seinem Tod den Vorsitz der Don Fedderson Productions übernahm. Er hat mehrere Kinder, denen er mit kleinen Rollen in seinen Serien den Sprung ins Schauspielgeschäft erleichterte.
Don Fedderson starb im Alter von 81 Jahren. Er wurde auf dem Forest Lawn Memorial Park in Los Angeles beigesetzt.

## Filmografie als Produzent
- 1951–1982: The Lawrence Welk Show
- 1951–1955: Life with Elizabeth
- 1955: The Millionaire (Fernsehserie)
- 1956–1963: The Dinah Shore Show
- 1957: Who Do You Trust? (Gameshow)
- 1957–1958: Date with the Angels (Fernsehserie)
- 1957–1963: Erwachsen müßte man sein
- 1958: The Betty White Show (Fernsehserie)
- 1960–1972: Meine drei Söhne (My Three Sons) (Fernsehserie)
- 1966–1971: Lieber Onkel Bill